# Anisodes scriptata
Anisodes scriptata är en fjärilsart som beskrevs av Walker 1861. Anisodes scriptata ingår i släktet Anisodes och familjen mätare. Inga underarter finns listade i Catalogue of Life.